# 丝路英雄
《丝路英雄》是由上海志信信息技术有限公司开发、腾讯公司运营的一款策略类网页游戏，该游戏于2009年推出，是腾讯运营的第一款网页游戏，在2010年上半年与《七雄争霸》等腾讯游戏一道占据市场主导地位。
《丝路英雄》游戏背景设定为中国古代的丝绸之路，玩家可以建设自己的城堡并互相攻击。该游戏为2D画面，静态地图，战斗模式是文本报告，无动画效果，属于第一代网页游戏。